# Hodgetts (Automobilhersteller)
Hodgetts war ein US-amerikanischer Hersteller von Automobilen.

## Unternehmensgeschichte
E. R. Hodgetts hatte bei Locomobile Erfahrungen im Bau von Dampfwagen gesammelt. Er stellte 1908 in Wallingford in Connecticut fünf Automobile her. Davon verkaufte er vier. Der Markenname lautete Hodgetts.
Außerdem betrieb er zusammen mit seinem Vater W. J. Hodgetts die einzige Automobilwerkstatt, die 1908 in der Stadt existierte.

## Fahrzeuge
Drei Fahrzeuge waren Dampfwagen. Die beiden anderen hatten Ottomotoren.
Das letzte Fahrzeug war für den Eigenbedarf bestimmt. Es hatte einen Vierzylindermotor mit 40 PS Leistung. Die Motorleistung wurde über zwei Ketten an die Hinterachse übertragen. Das Fahrgestell hatte 305 cm Radstand. Der offene Tourenwagen bot Platz für sieben Personen.